# Рамирес, Хосе (боксёр)
Хосе́ Ка́рлос Рами́рес (англ. Jose Carlos Ramirez; род. 12 августа 1992, Ханфорд, США) — американский боксёр-профессионал, выступающий в лёгкой и в первой полусредней весовых категориях. Выступал за сборную США по боксу в начале 2010-х годов, участник Олимпийских игр (2012), трёхкратный чемпион национального первенства в любителях. Среди профессионалов объединённый чемпион мира по версиям WBC (2018—2021) и WBO (2019—2021) в 1-м полусреднем весе.

## Биография
Хосе Рамирес родился 12 августа 1992 года в городе Ханфорд, штат Калифорния.

## Любительская карьера
Занимался боксом в одном из залов Фресно в команде Fresno State Bulldogs.
Впервые заявил о себе в 2009 году, став чемпионом США среди юниоров. Год спустя в лёгкой весовой категории одержал победу в зачёте взрослого американского первенства, затем в 2010 и 2012 годах повторил этот успех.
Попав в основной состав американской национальной сборной, принимал участие в чемпионате мира в Баку, однако попасть здесь в число призёров не смог — на предварительном этапе выиграл у представителя Армении Владимира Саруханяна, но далее со счётом 9:16 потерпел поражение от украинского олимпийского чемпиона Василия Ломаченко.
В конкурентной борьбе за лидерство в сборной Рамирес победил Рейнелла Уильямса, участника предыдущей Олимпиады, после чего удачно выступил на американском олимпийском квалификационном турнире в Рио-де-Жанейро и благодаря этому удостоился права защищать честь страны на летних Олимпийских играх в Лондоне. В стартовом поединке Игр в довольно напряжённой борьбе прошёл представителя Франции Рашида Аззедина, тем не менее, во втором поединке со счётом 11:15 уступил узбеку Фазлиддину Гаибназарову и выбыл из борьбы за медали.

## Профессиональная карьера
Вскоре после лондонской Олимпиады в 2012 году Рамирес успешно дебютировал на профессиональном уровне. В течение трёх последующих лет одержал среди профессионалов пятнадцать побед, в том числе завоевал вакантный титул чемпиона по версии Североамериканской боксёрской федерации (NABF) в первой полусредней весовой категории.
В дальнейшем продолжил активно выходить на ринг, в частности в 2015 году завоевал вакантный титул чемпиона континентальной Америки по версии Всемирного боксёрского совета (WBC). Впоследствии четыре раза защитил этот чемпионский пояс.

### Чемпионский бой с Амиром Имамом
После того как в конце 2017 года абсолютный чемпион мира Теренс Кроуфорд объявил о переходе в полусредний вес, его титул WBC оказался вакантным, и Хосе Рамирес стал официальным претендентом на него. Другим претендентом был назван Амир Имам, чемпионский бой между ними должен состояться в марте 2018 года.
17 марта 2018 года встретился с соотечественником Амиром Имамом в бою за вакантный титул чемпиона мира в первом полусреднем весе по версии WBC. Поединок продлился все 12 раундов. Рамирес выиграл по очкам.

### Бой с Хосе Сепеда
10 февраля 2019 года защитил титул чемпиона мира по версии WBC (2-я защита Рамиреса) в 1-м полусреднем весе победив решением большинства судей (счёт: 114—114, 116—112, 115—113) опытного соотечественника Хосе Сепеду (30-1).

### Бой с Девином Хейни
2 мая 2025 года на площади Times Square в Нью Йорке (США) прошел супервечер Fatal Fury: City of the Wolves организованный Турки Аль аш-Шейхом в котором состоялся бой между Рамиресом и вернувшимся в бокс бывшим абсолютным чемпионом мира в лёгком весе Девином Хэйни (32-0, 15 КО).  Бой провели в промежуточном весе (до 65,3 кг). Бойцы показали скучный и несмотрибельный поединок. Хейни работал на ногах уходя от атак безхитростного прессингующего Рамиреса. Бойцы за 12 раундов нанесли 110 точных ударов на двоих и не было ни одного яркого эпизода. Хейни лишь наращивал преимущество на протяжении всего боя за счёт редких одиночных попаданий. Счёт судей: 118—110 и 119-109 дважды в пользу Хейни. Compubox выдал статистику 12-и раундов: Хейни  перебил Хосе в точных попаданиях (70-40), так же имел преимущество в джебах (25-23) и в силовых (45-17).

## Статистика профессиональных боёв
В таблице перечислены результаты всех поединков боксёров.
В каждой строке указан результат поединка. Дополнительно номер поединка обозначен цветом, который обозначает итог поединка. Расшифровка обозначений и цветов представлена в нижеследующей таблице.
| Пример | Расшифровка                     |
| ------ | ------------------------------- |
|        | Победа                          |
|        | Ничья                           |
|        | Поражение                       |
|        | Планируемый поединок            |
|        | Поединок признан несостоявшимся |
| КО     | Нокаут                          |
| ТКО    | Технический нокаут              |
| PTS    | Решение судей (по очкам)        |
| UD     | Единогласное решение судей      |
| MD     | Решение большинства судей       |
| SD     | Раздельное решение судей        |
| RTD    | Отказ от продолжения боя        |
| DQ     | Дисквалификация                 |
| NC     | Поединок признан несостоявшимся |

| 32 поединка, 29 побед (18 нокаутом), 3 поражения. | 32 поединка, 29 побед (18 нокаутом), 3 поражения. | 32 поединка, 29 побед (18 нокаутом), 3 поражения. | 32 поединка, 29 побед (18 нокаутом), 3 поражения. | 32 поединка, 29 побед (18 нокаутом), 3 поражения.  | 32 поединка, 29 побед (18 нокаутом), 3 поражения. | 32 поединка, 29 побед (18 нокаутом), 3 поражения. | 32 поединка, 29 побед (18 нокаутом), 3 поражения. |
| Бой                                               | Рекорд                                            | Дата                                              | Соперник                                          | Место проведения                                   | Результат                                         | Примечания |                                                   |
| ------------------------------------------------- | ------------------------------------------------- | ------------------------------------------------- | ------------------------------------------------- | -------------------------------------------------- | ------------------------------------------------- | --- | ------------------------------------------------- |
| 32                                                | 28-2                                              | 2 мая 2025                                        | Девин Хейни (31-0)                                | Таймс-сквер, Нью-Йорк, США                         | UD 12                                             | Бой в промежуточном весе. Счёт судей: 119-109, 119-109, 118-110. |                                                   |
| 31                                                | 28-2                                              | 16 ноября 2024                                    | Арнольд Барбоза мл. (30-0)                        | The Venue Riyadh Season Эр-Рияд, Саудовская Аравия | UD 10                                             | Бой в 1-й полусредней весовой категории. Счёт судей:93-97, 94-96, 94-96. |                                                   |
| 30                                                | 28-1                                              | 27 апреля 2024                                    | Рансес Бартелеми (30-2-1)                         | Save Mart Center, Фресно, Калифорния, США          | UD 12                                             | Бой в промежуточном весе 142 фунта (до 64,4 кг). Счёт судей: 118-110, 119-109, 119-109. |                                                   |
| 29                                                | 28-1                                              | 25 марта 2023                                     | Ричард Комми (30-4-1)                             | Save Mart Center, Фресно, Калифорния, США          | KO 11 (12)                                        | Элиминатор WBC в 1-м полусреднем весе. Комми два раза в нокдауне в 11-м раунде. |                                                   |
| 28                                                | 27-1                                              | 4 марта 2022                                      | Хосе Педраса (29-3)                               | Фресно, Калифорния, США                            | UD 12                                             | Завоевал вакантный титул чемпиона по версии WBO International в 1-м полусреднем весе. Счёт: 116-112 трижды. |                                                   |
| 27                                                | 26-1                                              | 22 мая 2021                                       | Джош Тейлор (17-0)                                | Лас-Вегас, Невада, США                             | UD 12                                             | Объединённый бой за титул абсолютного чемпиона мира по версиям WBC (5-я защита Рамиреса), WBO (2-я защита Рамиреса), WBA Super (2-я защита Тейлора), IBF (3-я защита Тейлора) и The Ring (2-я защита Тейлора) в 1-м полусреднем весе. Рамирес в нокдауне в 6-м и 7-м раундах. |                                                   |
| 26                                                | 26-0                                              | 29 августа 2020                                   | Виктор Постол (31-2)                              | MGM Grand, Лас-Вегас, Невада, США                  | MD 12                                             | Счёт: 115-113, 114-114, 116-112. Защитил титул чемпиона мира по версиям WBC (4-я защита Рамиреса) и WBO (1-я защита Рамиреса) в 1-м полусреднем весе. |                                                   |
| 25                                                | 25-0                                              | 27 июля 2019                                      | Морис Хукер (26-0-3)                              | College Park Center, Арлингтон, Техас, США         | TKO 6 (12), 1:48                                  | Объединил титулы чемпиона мира по версиям WBC (3-я защита Рамиреса) и WBO (3-я защита Хукера) в 1-м полусреднем весе. |                                                   |
| 24                                                | 24-0                                              | 10 февраля 2019                                   | Хосе Сепеда (30-1)                                | Save Mart Center, Фресно, Калифорния, США          | MD 12                                             | Защитил титул чемпиона мира по версии WBC (2-я защита Рамиреса) в 1-м полусреднем весе. Счёт: 114-114, 116-112, 115-113. |                                                   |
| 23                                                | 23-0                                              | 14 сентября 2018                                  | Антонио Орозко (27-0)                             | Save Mart Center, Фресно, Калифорния, США          | UD 12                                             | Защитил титул чемпиона мира по версии WBC (1-я защита Рамиреса) в 1-м полусреднем весе. Счёт: 119-107 (трижды). |                                                   |
| 22                                                | 22-0                                              | 17 марта 2018                                     | Амир Имам (21-1)                                  | Мэдисон-сквер-гарден, Нью-Йорк, штат Нью-Йорк, США | UD 12                                             | Завоевал вакантный титул чемпиона мира по версии WBC в 1-м полусреднем весе. Счёт: 115-113, 117-111, 120-108. |                                                   |
| Бой                                               | Рекорд                                            | Дата                                              | Соперник                                          | Место проведения                                   | Результат                                         | Примечания |                                                   |